# Prinsenstraat (Bredevoort)
De Prinsenstraat is een straat in het oude centrum van Bredevoort. Ze begint als zijstraat van de Landstraat en loopt dan noordelijk door tot aan 't Zand.

## Geschiedenis
Volgens de overlevering dankt de straat haar naam aan Maurits van Oranje die met zijn leger via deze straat oprukte naar Kasteel Bredevoort tijdens het Beleg van Bredevoort (1597). Vroeger liep deze walstraat parallel met de stadsmuur. De huizen zijn tegen of op de funderingen van de oude stadsmuur gebouwd. Aan deze stadsmuur stonden vanaf de knik aan de Kerkstraat tot aan het einde van de Prinsenstraat gebouw Sint Bernardus, zeven waltorens op rij. Tussen de tweede en derde waltoren bevond zich toen de Aalterpoort. Na de sloop van deze stadsmuur in de 17e eeuw werd aan de westkant een aarden stadswal aangelegd, met achter de Prinsenstraat het bastion Vreesniet. Het terreplein daarvan is nog aanwezig en staat tegenwoordig ook wel bekend als "stadsweide". Nadat de stadsmuur gesloopt was, ontstond er een open verbinding met het kasteelterrein. Na het dempen van de kasteelgrachten ontstond daar dan 't Zand dat tot in de 20e eeuw ook daadwerkelijk zand was. In de 20e eeuw was de Prinsenstraat een florerende winkelstraat. De meeste winkels hebben de moderne tijd niet doorstaan. Enkele woningen zijn aangewezen als gemeentelijk monument.
Ambthuiswal · Ambtshof · Bastionstraat · Bleekwal · Boterstraat · Frederik Hendrikstraat · Ganzenmarkt · Gasthuisstraat · Hozenstraat · Izermanstraat · Kerkstraat · Kleine Gracht · Kloosterdijk · Koppelstraat · Kruittorenstraat · Landstraat · Markt · Muizenstraat · Officierstraat · Pater Jan de Vriesstraat ·  Prins Mauritsstraat · Prinsenstraat · Roelvinkstraat · Stadsbroek · Stationsweg · Vismarkt · 't Walletje · 't Zand